# Halysidota oslari
Halysidota oslari är en fjärilsart som beskrevs av Rothschild 1909. Halysidota oslari ingår i släktet Halysidota och familjen björnspinnare. Inga underarter finns listade i Catalogue of Life.